# Șelimbăr
Șelimbăr (deutsch Schellenberg, siebenbürgisch-sächsisch Schälembrich, ungarisch Sellenberk) ist eine Gemeinde im Kreis Sibiu in der Region Siebenbürgen in Rumänien.

## Geografische Lage

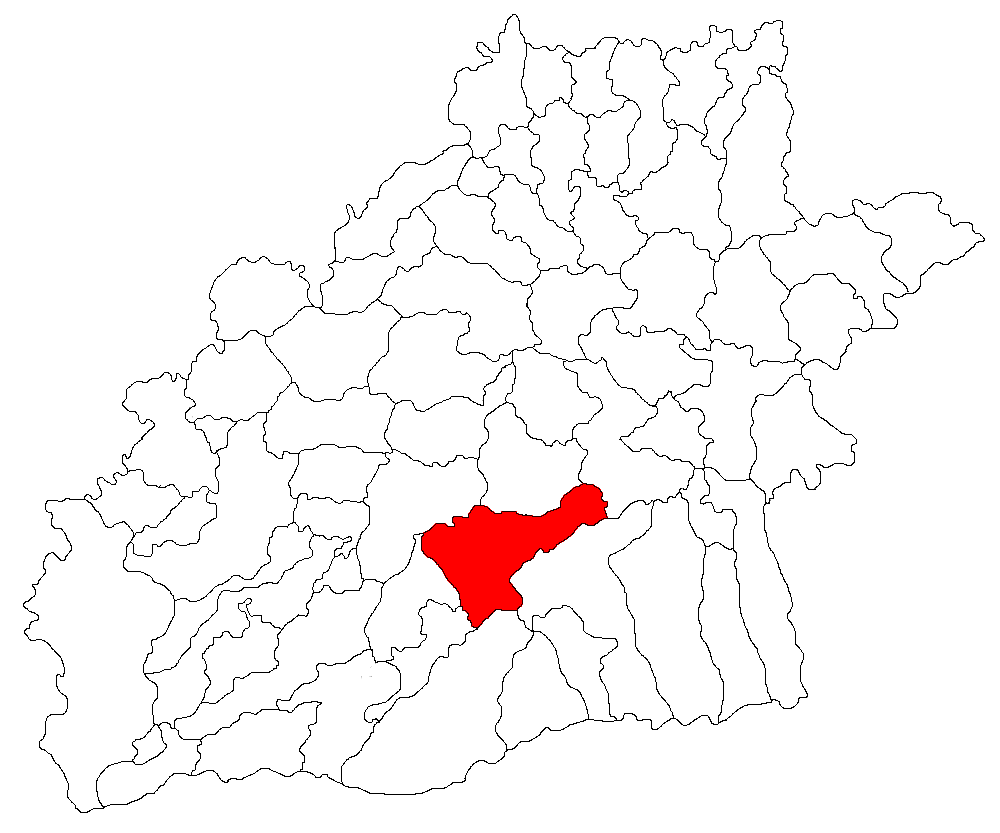
Lage der Gemeinde Șelimbăr im Kreis Sibiu

Die Gemeinde liegt knapp außerhalb von Hermannstadt im Südosten des Stadtgebietes am Cibin (Zibin). In der Katastralgemeinde Mohu mündet der Hârtibaciu (Harbach) in den Zibin.
Der Ort umfasst noch weitere drei Katastralgemeinden, wodurch sich insgesamt ein langgezogenes Erscheinungsbild ergibt.

## Geschichte

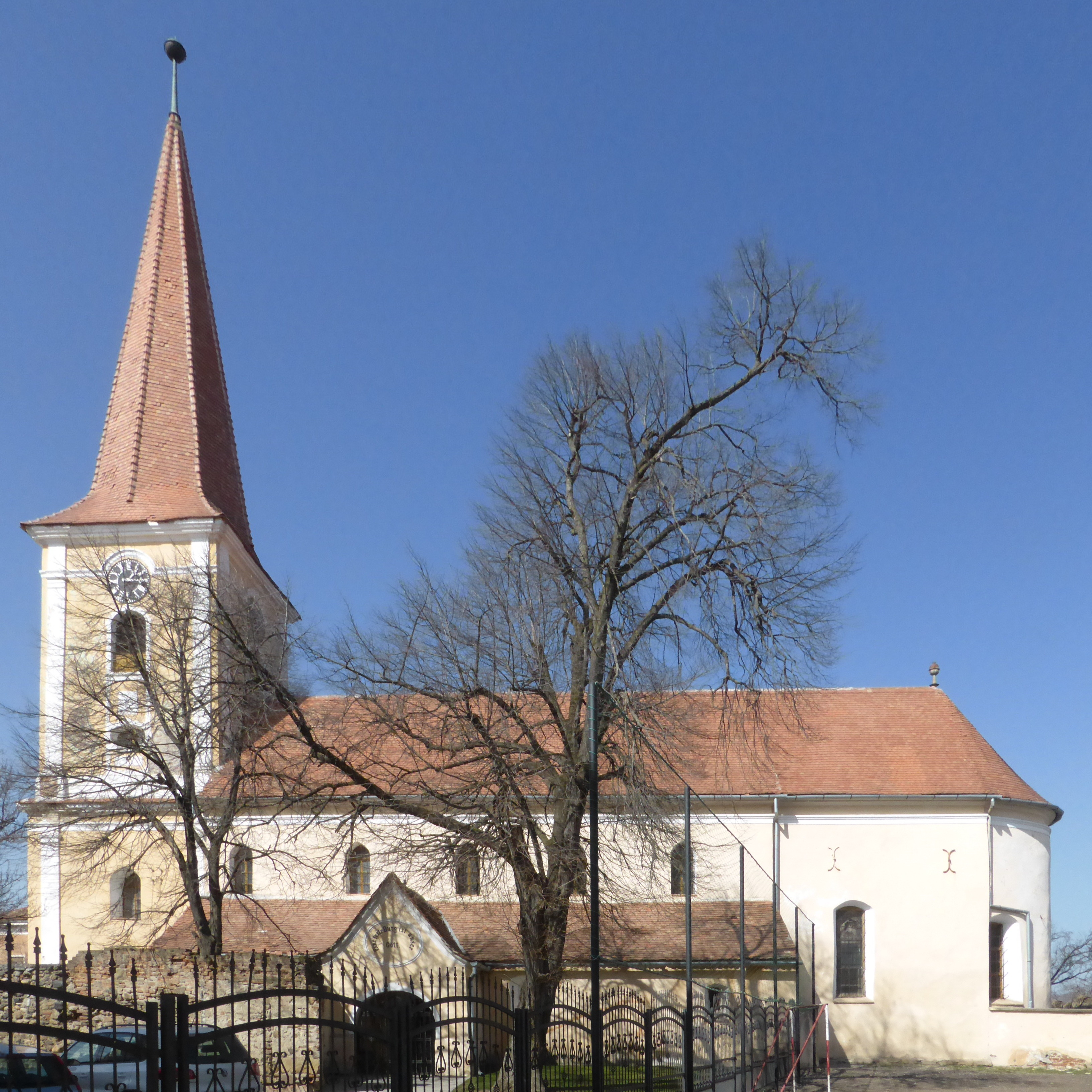
Evangelische Kirche in Schellenberg
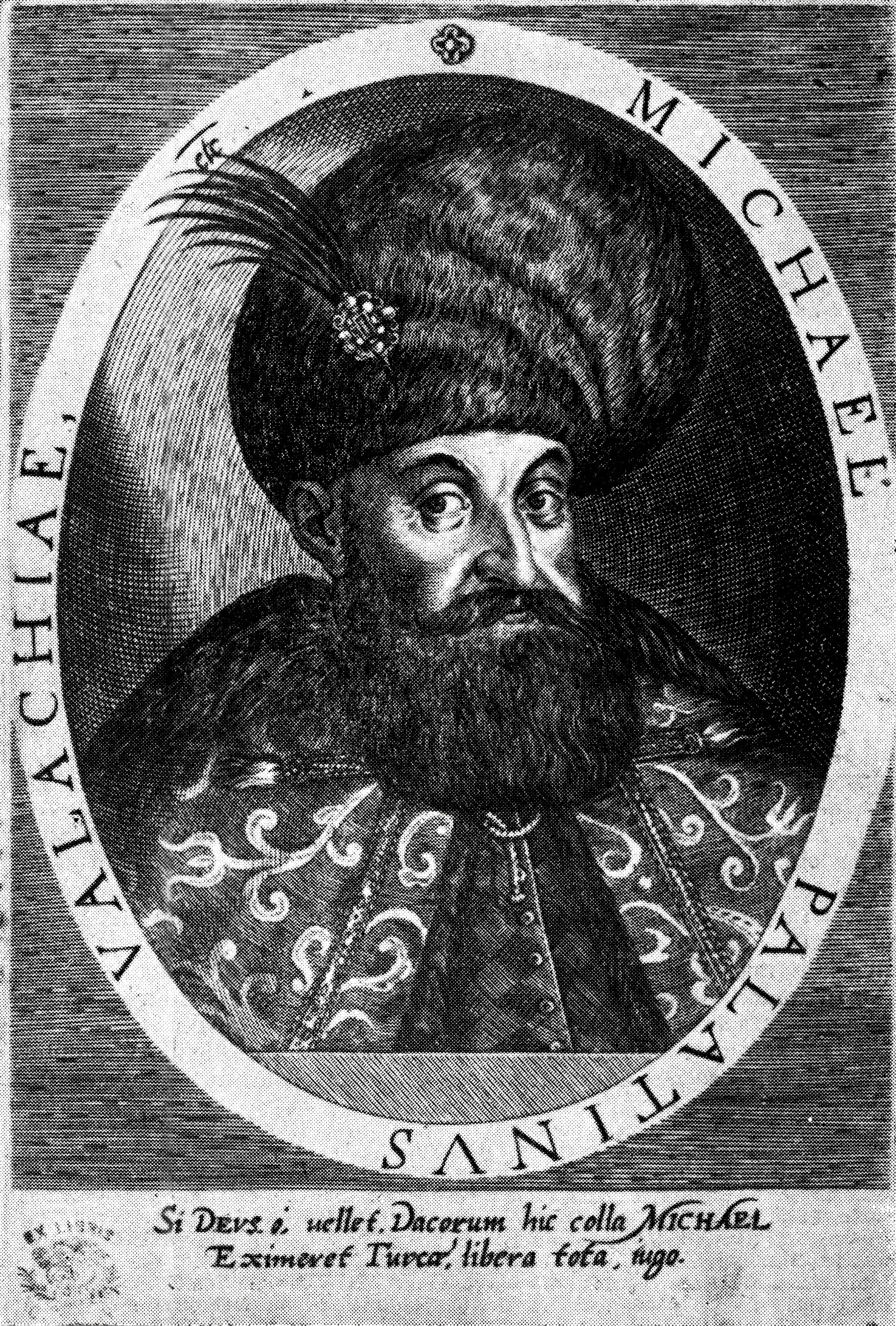
Mihai Viteazul (Michael der Tapfere)
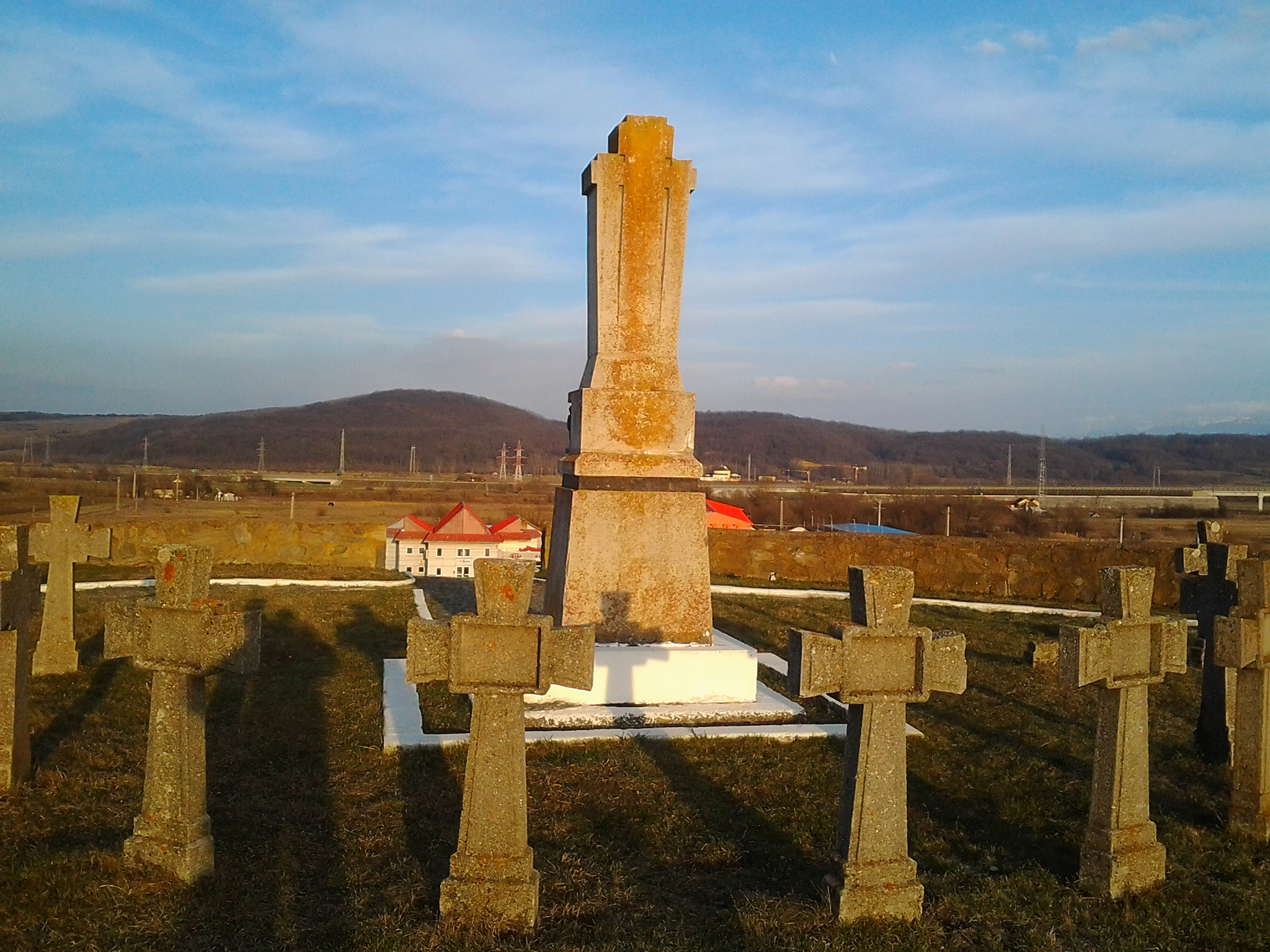
Denkmal „Opfer des Ersten Weltkriegs“

Die von Siebenbürger Sachsen gegründete Ortschaft wurde 1323 erstmals urkundlich erwähnt.
Viele Jahrhunderte lang bildeten die Sachsen die Bevölkerungsmehrheit. Ab etwa dem 18. Jahrhundert begannen sich Rumänen niederzulassen. In den 1960er Jahren lebten etwa gleich viele Sachsen wie Rumänen im Dorf.
Schon während der sozialistischen Periode, besonders aber nach der politischen Wende von 1989 in Rumänien wanderte der Großteil der deutschsprachigen Bevölkerung in die Bundesrepublik Deutschland aus.

### Die „Schlacht von Schellenberg“
Historische Bedeutung erlangte der Ort durch die Schlacht von Schellenberg, bei der Mihai Viteazul (Michael der Tapfere) am 18. Oktober 1599 als Verbündeter der Habsburger einen Sieg gegen Andreas Báthory erzielen konnte.
Im Anschluss daran konnte Mihai Viteazul Siebenbürgen, die Walachei und die Moldau vorübergehend vereinen. Diesen Ereignissen wird von weiten Teilen der rumänischen Historiker besonders hohe Bedeutung zugemessen.

### Gegenwart
Das Ortsbild ist heute durch die Ausdehnung der Kreishauptstadt, das Hermannstädter „Gewerbegebiet Süd“ geprägt. Einkaufszentren und Supermärkte säumen die Nationalstraße westlich des Ortskerns.

## Verkehr
Der Ort liegt an den hier gemeinsam verlaufenden Nationalstraßen DN1 und DN7 und den Europastraßen E68 und E81, unmittelbar nach der Hermannstädter Stadtausfahrt in südlicher Richtung. An der rumänischen Autobahn A1 wird derzeit gebaut.
Außerdem gibt es in der Ortschaft eine Eisenbahnhaltestelle der CFR an der Strecke Sibiu–Avrig. Ehemals führte auch die Schmalspurbahn Wusch durch das Dorf.

## Sehenswürdigkeiten
- Die evangelische Kirche im 13. Jahrhundert errichtet und  1428 umgebaut (Glockenturm 1807), steht unter Denkmalschutz.[3]
- Die orthodoxe Kirchen von 1878[4] und die 1937[5] errichtet.
- Das Denkmal zur Erinnerung an die rumänischen Opfer des Ersten Weltkriegs wurde 1923 errichtet. Es steht unter Denkmalschutz.[3]
- Das Gedenkkreuz (⊙) zum Gedenken an die „Schlacht von Schellenberg“ von 1599 wurde 1925 errichtet.[6]

## Persönlichkeiten
- Johann Filtsch Junior (1783–1867), evangelischer Theologe und Pfarrer, starb in Schellenberg